# Horatio Nelson White
Horatio Nelson White (Middleton, 8 febbraio 1814 – Syracuse, 29 luglio 1892) è stato un architetto statunitense. Fu uno dei più importanti architetti dello stato di New York del suo tempo, progettando numerosissimi edifici soprattutto nell'area di Syracuse, sua città adottiva.

## Biografia
Nato a Middleton nel New Hampshire l'8 febbraio 1814, venne così chiamato in onore di Horatio Nelson, il celebre ammiraglio britannico che riportò la vittoria sui francesi nella battaglia di Trafalgar. Prima di andare a vivere a Syracuse nel 1843, White lavorò come falegname e muratore ad Andover in Massachusetts. Giunto a Syracuse, fece ben presto parlare di sé, ricevendo elogi in qualità di costruttore della chiesa del Messia. Dopo una breve parentesi a Brooklyn e in California, White tornò a Syracuse nel 1851 fondando uno studio di architettura di successo.

## Opere
Tra le sue opere più significative si annoverano:
- Palazzo di giustizia della contea di Oswego (Oswego, 1859)
- Edificio Gridley (Syracuse, 1867)
- Municipio di Oswego (Oswego, 1870)
- Hall of Languages dell'Università di Syracuse (Syracuse, 1871)
- Casa di Webster Wagner (Palatine Bridge, 1876)
- Chiesa episcopale della Grazia (Syracuse, 1876)